# 中華門

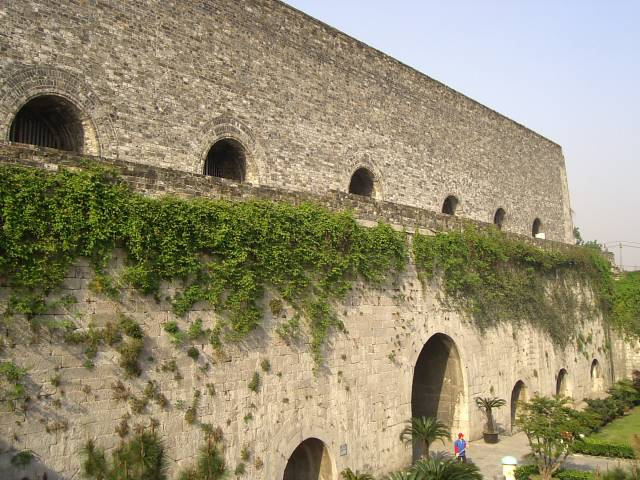
蔵兵洞

中華門（ちゅうかもん）は、南京城の南面に位置する城門。中華人民共和国江蘇省南京市秦淮区にある。
南京城は1360年から1386年にかけて明の初代皇帝朱元璋により建設された。周囲の長さは33.676Kmに及ぶ。中華門は明代には雨花台の位置する聚宝山に由来する聚宝門と称されたが、1931年に現在の名前に改名された。
中華門は南京城の南の正門であり、他の城門より大きく造られている。甕城は四重構造で全体で4つの城門で守りを固めている。大きさは東西118メートル、南北128メートル、面積15,168平方メートルに及ぶ。城内には27の蔵兵洞があるため内部の構造は複雑である。
中華門には3000人の兵士を配置することが可能で南京防衛の要であった。中華門は城門であるがその規模の巨大さから要塞に近い。中国軍事史における、貴重な実物資料である。
現在は中国各地より観光客が訪れており門内の一部の藏兵洞が土産物屋になっている。1957年に江蘇省人民委員会により江蘇省文物保護単位に指定され、1988年1月13日に国務院により全国重点文物保護単位に指定された。
2007年に城門の上屋のレプリカが設置された。

## ギャラリー

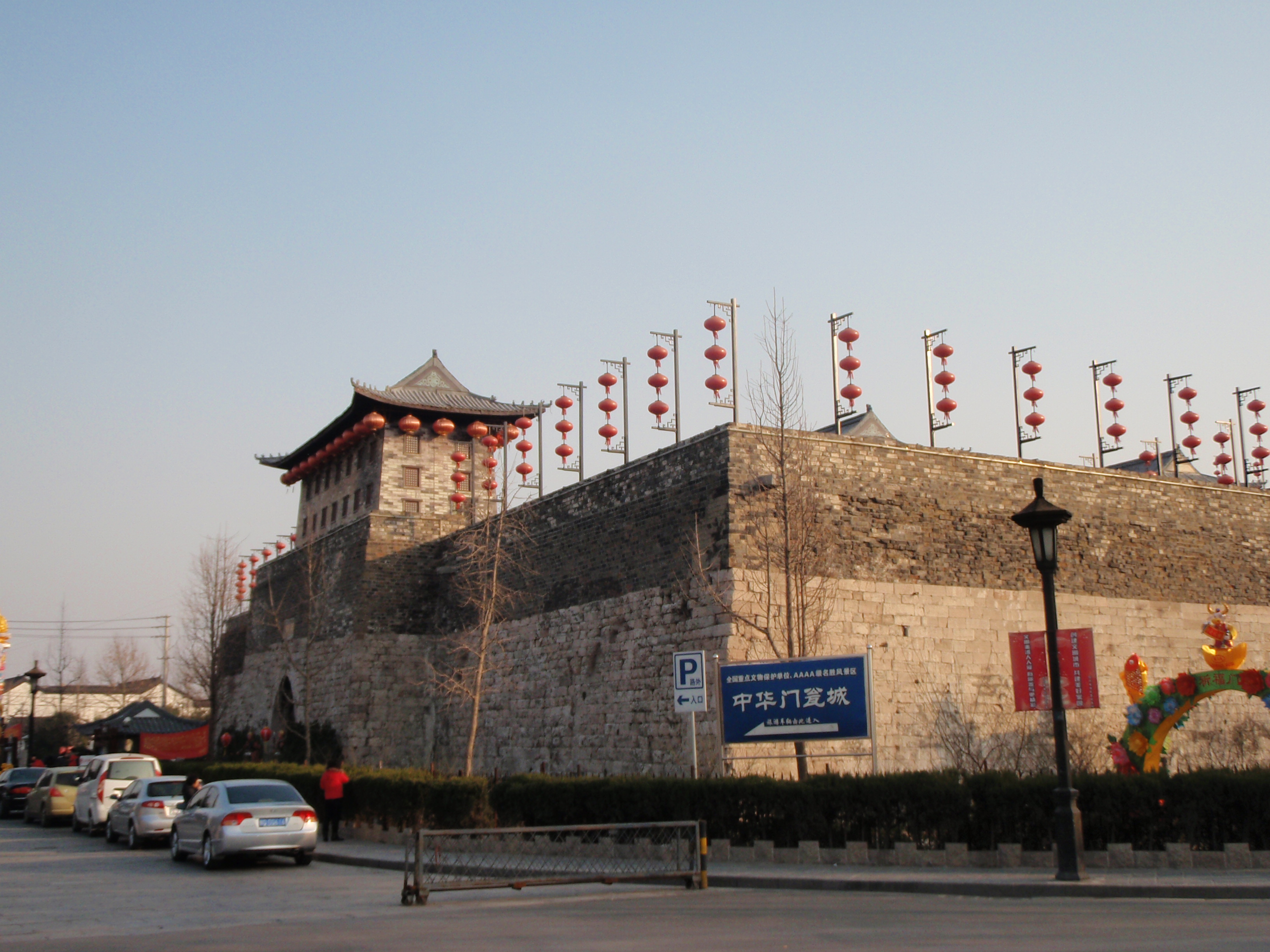
城門の外観
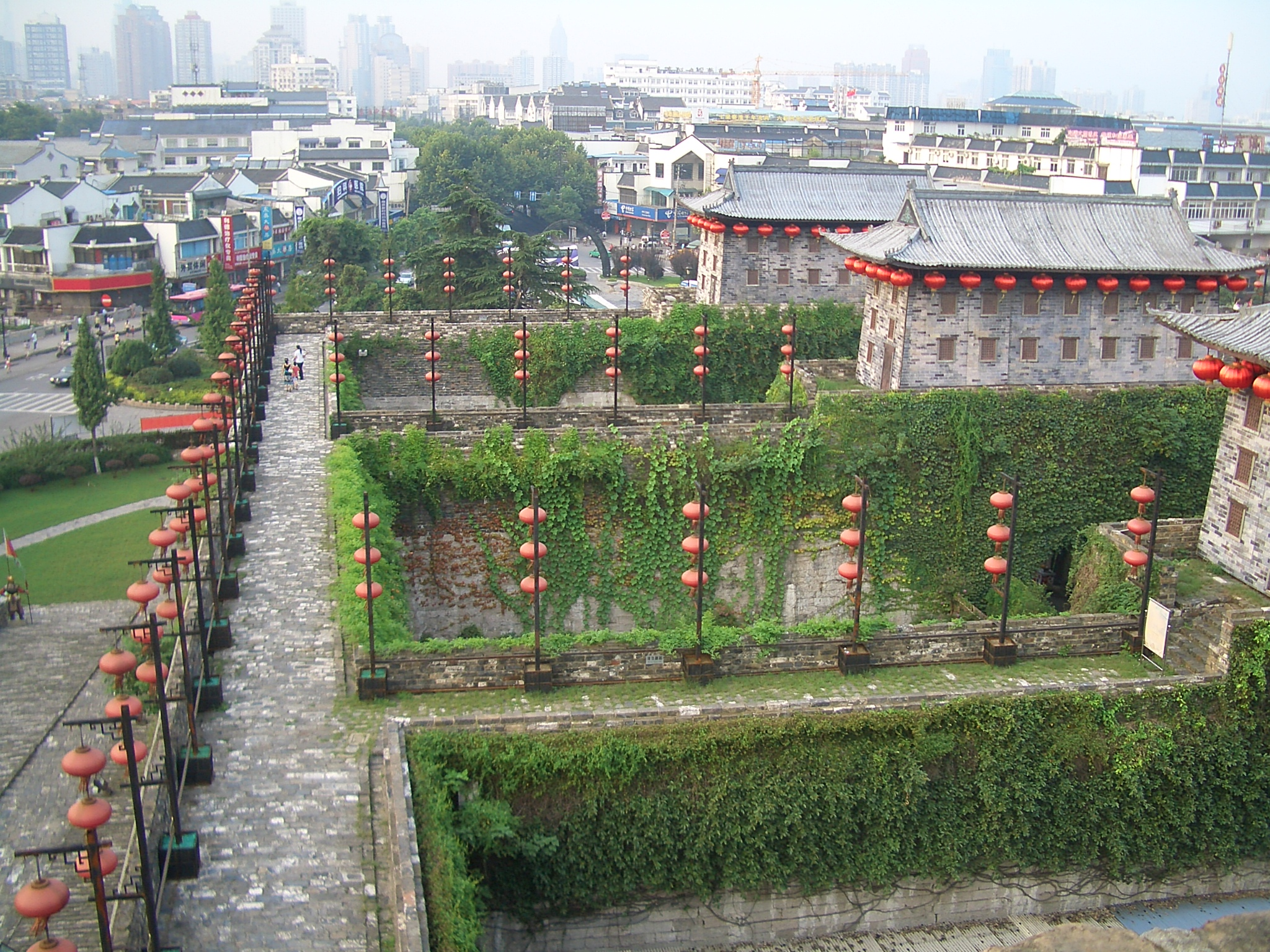
上から見た甕城
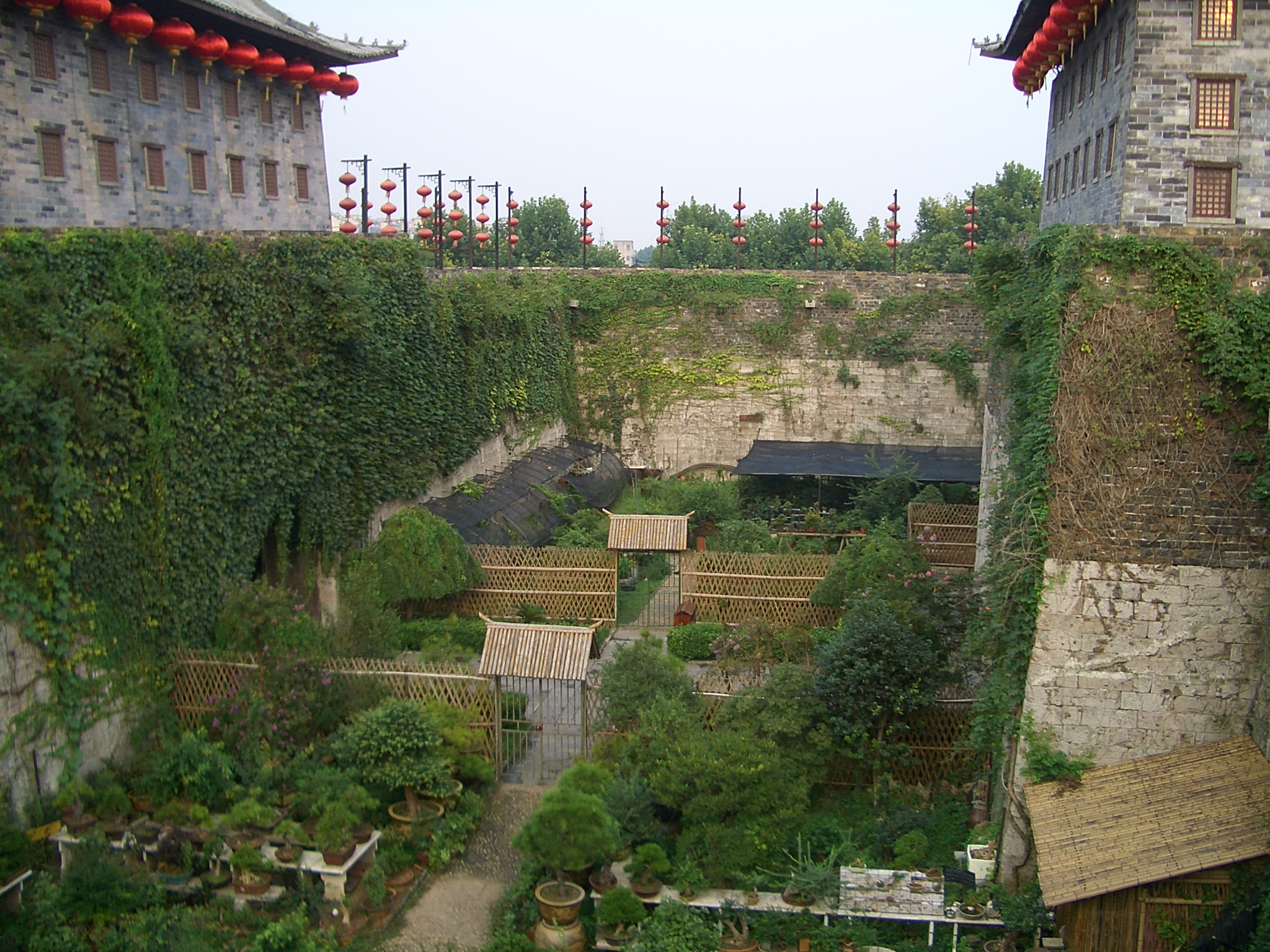
盆栽が置かれた城内
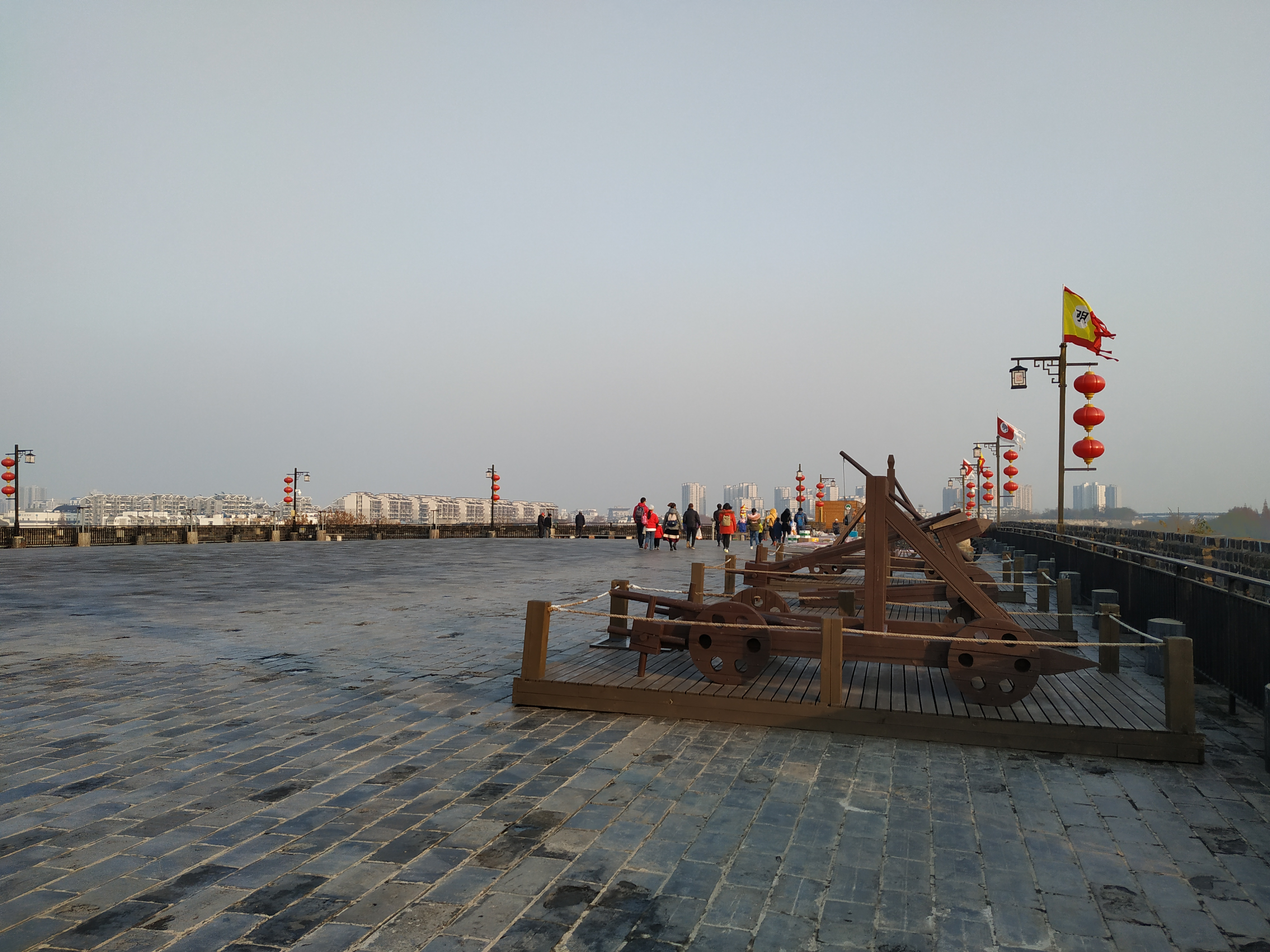
城壁の上

## 入場料・開園時間
- 15元（2004年現在）→　50元（2017年4月）
- 7:00～20:00（2004年現在）

## 交通アクセス
南京駅近くのバス停「南京車站」で33路のバスに乗車し「中華門内」にて下車後、徒歩2分。
座標: 北緯32度0分52.87秒 東経118度46分35.35秒 / 北緯32.0146861度 東経118.7764861度